# Pascale Ehrenfreund

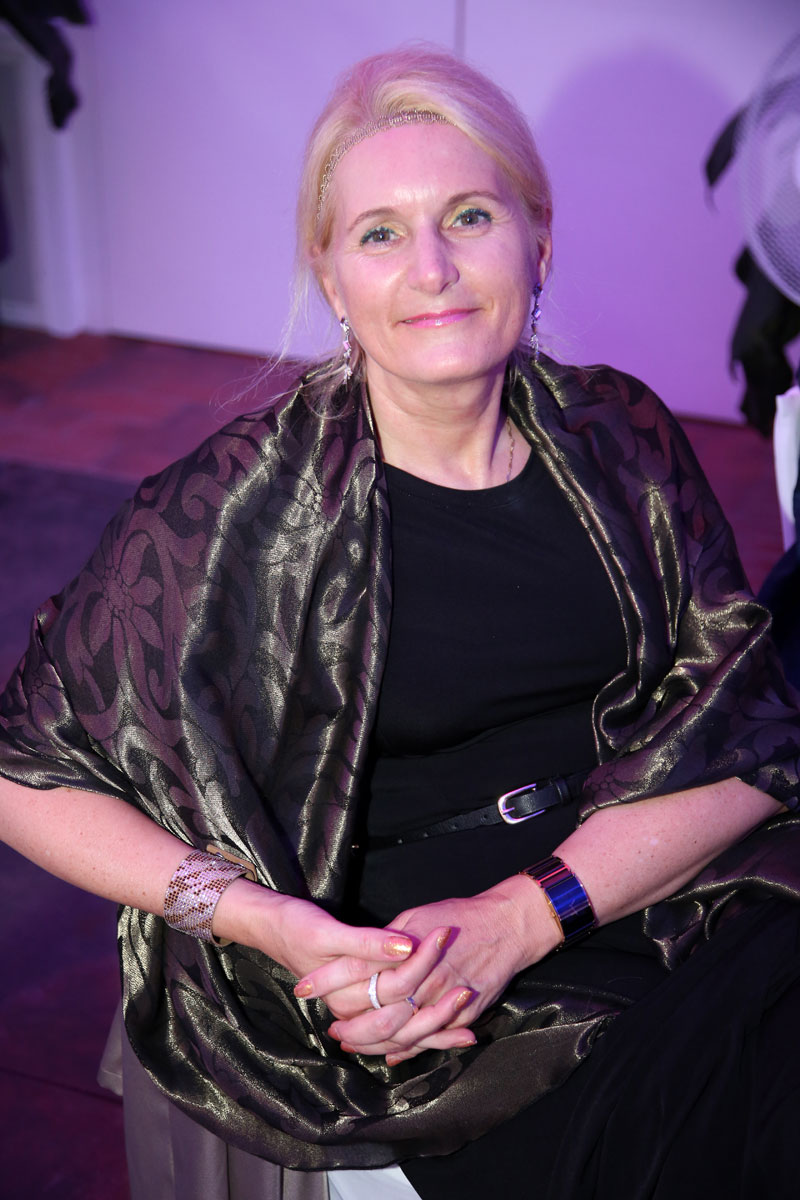
Pascale Ehrenfreund in 2014.

Pascale Ehrenfreund (Wenen, 31 maart 1960) is een Oostenrijkse astrobiologe. Zij is onderzoekshoogleraar ruimtevaartbeleid en internationale zaken aan de George Washington-universiteit. Eerder was zij hoogleraar aan de Universiteit Leiden en de Universiteit van Amsterdam. De planetoïde 9826 Ehrenfreund is naar haar vernoemd.

## Opleiding en carrière
Pascale Ehrenfreund verkreeg in 1988 een mastersgraad in de moleculaire biologie aan de Universiteit van Wenen. In 1990 behaalde zij haar doctorsgraad in de astrofysica aan de Université Paris-Diderot en de Universiteit van Wenen op het proefschrift Visible and Infrared Spectroscopic Studies of Polycyclic Aromatic Hydrocarbons and other Carbon Clusters. Na haar promotie deed ze een postdoc aan de Sterrewacht Leiden (als fellow van het Europese Ruimteagendschap ESA). Daarna volgde een postdoc aan de Service d'Aéronomie in Frankrijk (als fellow van het Franse ruimtevaartagentschap CNES). Van 1994 tot 1996 was ze wederom postdoc aan de Universiteit Leiden. Tussen 1996 en 1999 deed ze onderzoek met subsidie van de Oostenrijkse Academie van Wetenschappen. In 1999 behaalde zij haar habilitatie met onderzoek naar kosmisch stof. Sinds 1999 is Ehrenfreud verbonden aan de Universiteit Leiden (vanaf 2004 als hoogleraar en vanaf 2008 als bezoekend hoogleraar). Van 2003 tot 2004 was ze hoogleraar astrobiologie aan de Universiteit van Amsterdam. Van 2002 tot 2008 was ze ook verbonden aan de Radboud Universiteit in Nijmegen. In 2008 werd ze onderzoekshoogleraar ruimtevaartbeleid en internationale zaken aan de George Washington-universiteit in Washington, D.C en senior scientist aan het Astrobiology Institute van NASA.

## Onderzoek
Ehrenfreund bestudeert organische moleculen bij interstellair stof, sterren, kometen, meteorieten en planeten. In 1994 ontdekte ze samen met Bernard Foing dat een van de 400 diffuse interstellaire banden in de Melkweg veroorzaakt wordt door C60+, een groot organisch molecuul.  Ehrenfreund heeft meer dan 200 wetenschappelijke artikelen geschreven en publiceerde 12 boeken over astrobiologie.

## Lidmaatschappen en wetenschappelijke besturen (selectie)
- 2022- President Committee on Space Research (COSPAR)[4]
- 2021- President International Space University[5]
- 2020- Member World Economic Forum[6]
- 2019- President, International Astronautical Federation[7]
- 2015-2020 Directeur van het Deutsches Zentrum für Luft- und Raumfahrt (eerste vrouw)[8]
- 2013-2015 Voorzitter Oostenrijks Fonds zur Förderung der wissenschaftlichen Forschung (eerste vrouw)[9]

## Prijzen en onderscheidingen (selectie)
- 2022 Polarstern Preis, Österreichisches Weltraum Forum[10]
- 2020 Jean Dominique Cassini Medal, European Geosciences Union[11]
- 2020 Women in Aerospace Europe, Outstanding Achievement Award[12]
- 2019 Ridder in het Legioen van Eer, Frankrijk[13]
- 2018 Honorary Fellow of the Royal Astronomical Society, Verenigd Koninkrijk[14]
- 2001 Pastoor Schmeitsprijs[15]
- 1999 Planetoïde 9826 Ehrenfreund